# Mikael Yvesand
Mikael Dennis Yvesand, född 9 juni 1986 i Luleå, är en svensk författare.
Yvesand växte upp i bostadsområdet Björkskatan i Luleå.
År 2022 debuterade han med romanen Häng city på Bokförlaget Polaris. Boken mötte god kritik och Yvesand tilldelades Borås Tidnings debutantpris. Häng city har även nominerats till Katapultpriset, Norrlands litteraturpris i kategorin ”Vuxenlitteratur” och Adlibrispriset – läsarnas bokpris i kategorin "Årets debutant”. År 2023 nominerades han även till Sveriges Radios novellpris för novellen Oris. År 2025 meddelade förlaget Polaris att Yvesand skrivit en uppföljare till Häng city, kallad Våran pojke, och som planeras att släppas i augusti samma år.
Yvesand är bosatt i Farsta. Vid sidan av författandet arbetar han som dokumentationschef på Stim. Han har tidigare varit trummis i bandet Park hotell och 2011 släppte han en solo-EP, Hyperbole, under namnet Good grief.

## Utmärkelser
- 2023 – Borås Tidnings debutantpris[2]
- 2023 – Norrlands litteraturpris[7]